# Anisomeria chilensis
Anisomeria chilensis es una planta nativa chilena del género Anisomeria.

## Hábitat
En Chile esta especie crece entre el nivel del mar y los 500 m. Fundamentalmente en zonas de secano, donde el período seco sin precipitaciones dura 6 a 10 meses. Las precipitaciones alcanzan 100 a 300 mm anuales, concentrándose en invierno. Las plantas reciben agua principalmente desde el aire por condensación. Crece a pleno sol sin ninguna protección, partes llanas o laderas de exposición norte. Planta expuesta, pero con protección contra la luz directa por la niebla costera (camanchaca).